# 米特巴赫河
50°39′28.11″N 6°47′12.85″E / 50.6578083°N 6.7869028°E
米特巴赫河（德語：Mitbach），是德國的河流，位於該國西部，處於北萊茵-威斯特法倫州，屬於法伊巴赫河的支流，河道全長4.5公里，流域面積8.8平方公里。